# جمعية المكتبات الأمريكية
جمعية المكتبات الأمريكية هي منظمة غير ربحية، يقع مقرها في الولايات المتحدة، وتساهم في دعم المكتبات حول العالم. تعتبر أقدم وأكبر جمعية مكتبات في العالم،  إذ يصل عدد منتسبيها إلى أكثر من 62,000.
تأسست الجمعية عام 1876 في فيلادلفيا بولاية بنسيلفانيا، وتضم بالأساس أمناء مكتبات، وأشخاص ومنظمات مهتمة في تحسين الخدمات المكتبية والمعلوماتية والمهن المكتبية. وتشمل أهداف الجمعية، تحسين الخدمات المكتبية، وتشجيع استخدام الكتب والمكتبات، وحماية الحرية الفكرية، وإتاحة المجال أمام الجمهور للوصول إلى المعلومات. 

## تاريخ

#### القرن التاسع عشر
خلال المعرض المئوي في فيلادلفيا عام 1876، استجاب 103 من أمناء المكتبات، 90 رجلاً و13 امرأة، لدعوة لعقد "مؤتمر أمناء المكتبات" في الفترة من 4 إلى 6 أكتوبر 1876، في الجمعية التاريخية في بنسلفانيا. في نهاية الاجتماع، وفقًا لإدوارد ج. هولي في مقالته "ALA at 100"، "تم تمرير السجل ليوقع عليه الجميع الذين يرغبون في أن يصبحوا أعضاء في الميثاق"، مما يجعل 6 أكتوبر 1876، تاريخ تأسيس ALA.
كان العديد من الرؤساء الأوائل أيضًا مسؤولين في الجمعية الببليوغرافية الأمريكية.

#### القرن العشرين
في عام 1911، أصبحت تيريزا إلمندورف أول رئيسة لجمعية المكتبات الأمريكية. ويعطي تحليل كتابات الرئيسات الخمس عشرة الأوائل مزيدًا من التبصر حول الدور الموسع للمرأة في الجمعية.
خلال الحرب العالمية الأولى، أنشأ المجلس التنفيذي لـ ALA بمبادرة من والتر لويس براون لجنة خدمة الحرب بالمكتبات لتزويد الأفراد العسكريين بالكتب والدوريات في الداخل والخارج. تأسست المكتبة الأمريكية في باريس كجزء من هذا الجهد.

#### القرن الحادي والعشرين

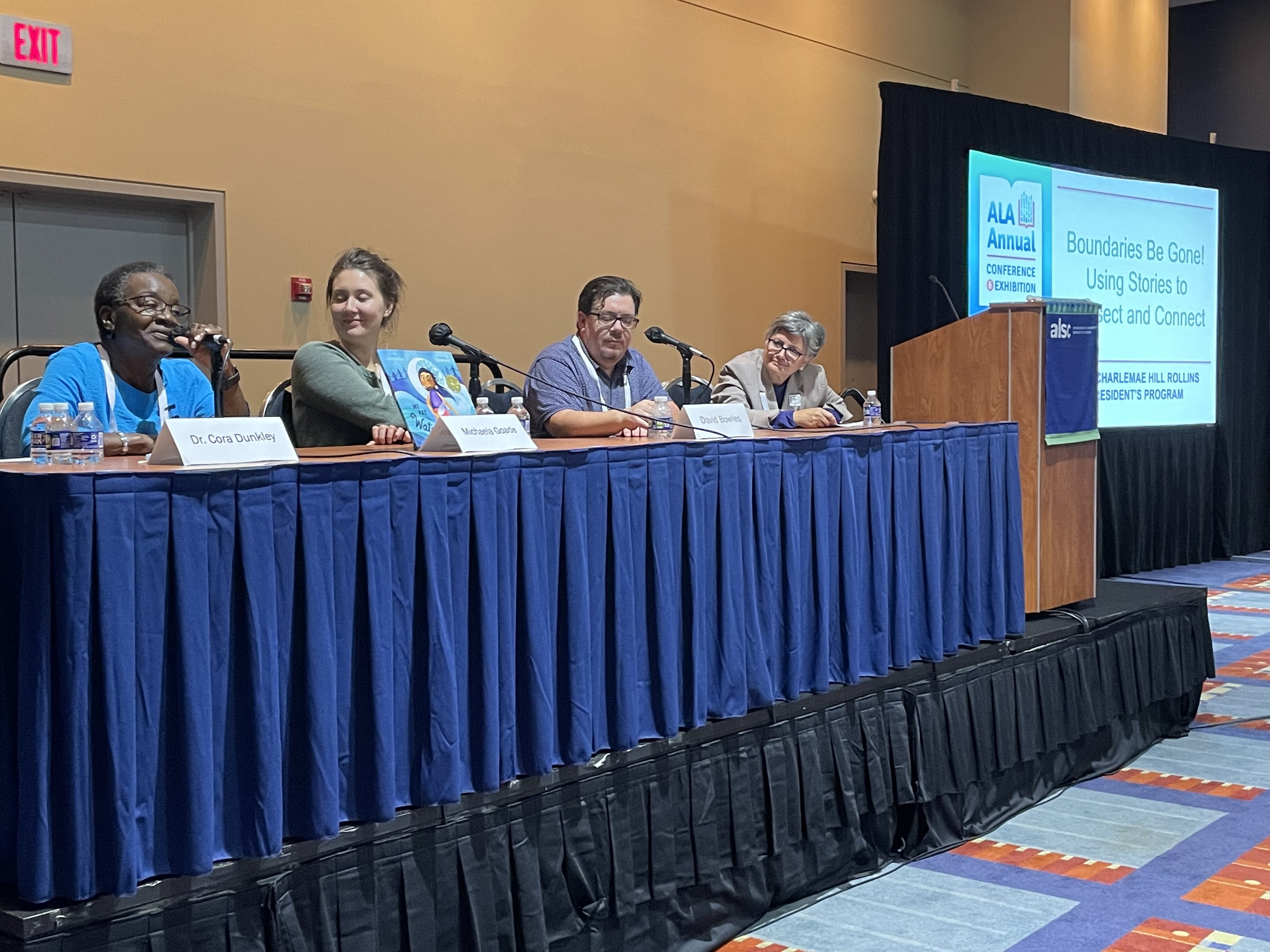
المتحدثة الدكتورة كورا دونكلي تتحدث في برنامج رئيس جمعية خدمة المكتبات للأطفال 2022، الرئيسة لوسيا غونزاليس

في بداية القرن أوصى مؤتمر التعليم المهني بأن تقوم الجمعية بتطوير مجموعة من القيم الأساسية.
في عام 2007، تم انتخاب لورين روي كأول رئيس أمريكي أصلي لجمعية ALA.
وفي عام 2009، أصبحت كاميلا أليري أول رئيسة من أصل إسباني لجمعية المكتبات الأمريكية.

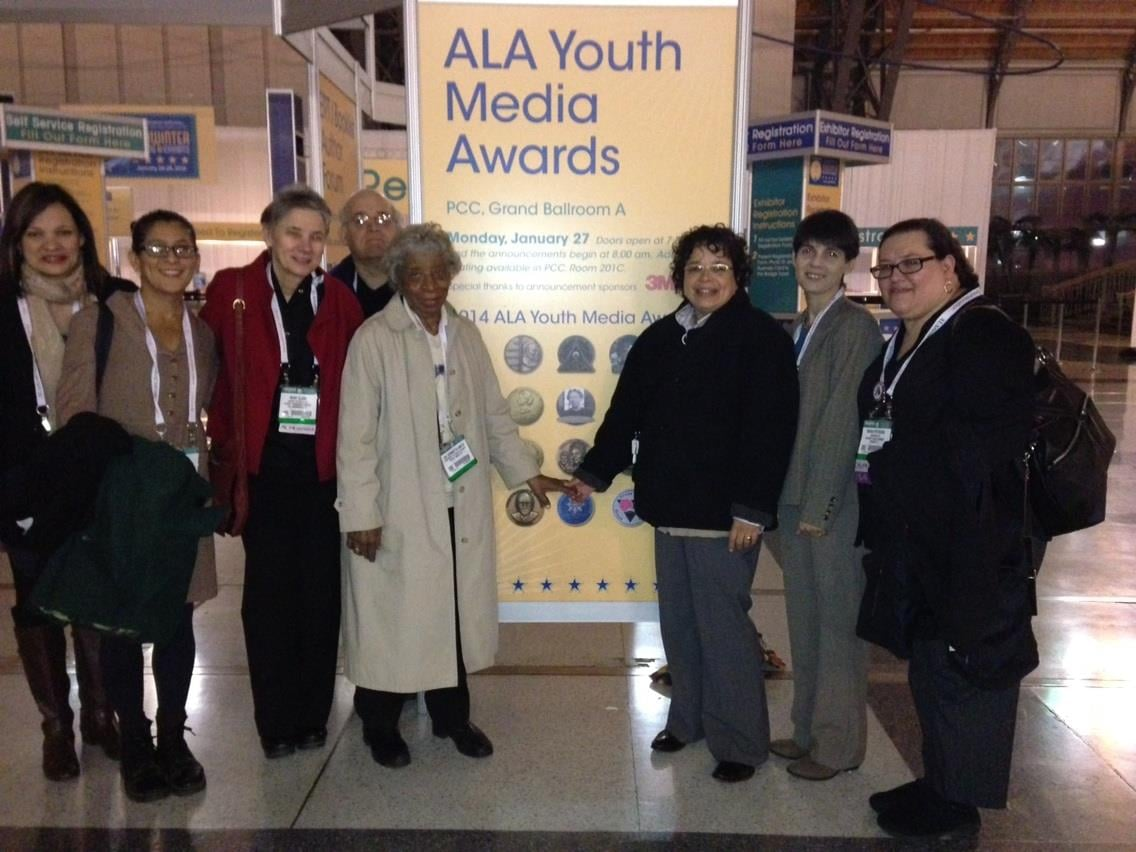
جوائز ALA للشباب الإعلامي في يناير 2014؛ لجنة بورا بيلبري مع هنريتا م. سميث

في عام 2014، علقت كورتني يونغ، رئيسة الجمعية، على خلفية وتداعيات نكتة عنصرية قدمها المؤلف دانييل هاندلر عندما حصلت الكاتبة الأمريكية من أصل أفريقي جاكلين وودسون على جائزة الكتاب الوطني عن رواية الفتاة البنية التي تحلم. وقال يونج: "كانت تعليقاته غير مناسبة وكانت أقل بكثير من التزام الجمعية بالتنوع". "تأتي تصريحات هاندلر في وقت يعاني فيه عالم النشر من قلة التنوع. وتشكل أعمال المؤلفين والرسامين الملونين أقل من 8 بالمائة من عناوين الأطفال المنتجة في عام 2013. وتأمل جمعية الناشرين الأمريكية أن يتم استخدام هذا الحادث المؤسف لفتح حوار حول الحاجة إلى التنوع في صناعة النشر، خاصة فيما يتعلق بكتب الشباب."
.

## روابط خارجية
- جمعية المكتبات الأمريكية على موقع الموسوعة البريطانية (الإنجليزية)